# Paolo Vanoli
Paolo Vanoli, né le 12 août 1972 à Varèse, est un footballeur italien devenu entraîneur. Il évoluait au poste de latéral gauche.

## Biographie
Apogée à Parme
Les deux seuls buts qu’il a marqués pour Parme ont été tous deux cruciaux : le premier est survenu lors de la deuxième mi-temps de la finale de la Coppa Italia contre la Fiorentina, un but qui a scellé sa victoire et lui a permis de remporter son premier trophée. Le deuxième est survenu sept jours plus tard contre Marseille lors de la victoire en finale de la Coupe de l’UEFA en 1999.
Passage aux Rangers
Bien que Paolo Vanoli ne soit resté qu'une petite saison aux Rangers FC, les supporters en gardent un bon souvenir. Le 27 septembre 2003, lors du match face à Dundee, Vanoli marque un superbe but à 23 mètres des buts adverses. Il marquera aussi contre son camp en décembre 2003 contre Dunfermline suite à une passe ratée pour son gardien.

## Palmarès

### Joueur
- Vainqueur de la Coupe UEFA en 1999 avec Parme.
- Vainqueur de la Coupe d'Italie en 1999 avec Parme et en 2001 avec la Fiorentina.
- Vainqueur de la Supercoupe d'Italie en 1999 avec Parme.
- Champion d'Écosse en 2005 avec les Glasgow Rangers.

### Entraîneur
- Vainqueur de la Coupe de Russie en 2022 avec le Spartak Moscou.